# Haustafel (Anweisung)
Die Haustafel ist eine Kompilation von Bibelversen, die sich auf das christlich geforderte Verhalten verschiedener Stände beziehen. Diese Verse wurden von Luther im Jahre 1529 zusammengestellt, an seinen Kleinen Katechismus angehängt und mit diesem zusammen gedruckt. Luther prägte auch den Begriff Haustafel.
In Anschluss an Luther wurden dann auch zwei Stellen der Paulusbriefe, aus denen die Haustafelsprüche stammen (Epheser 5,22–6,5 und Kolosser 3,18–4,1), selbst als Haustafeln bezeichnet.

## Geschichte
Da der Kleine Katechismus von allen lutherischen Christen auswendig gelernt werden sollte und regelmäßig in den Schulen und Kirchen gelehrt wurde, erfuhr die Haustafel vom 16. bis zum Ende des 19. Jahrhunderts eine überaus große Verbreitung.
Luther wählte aus den Apostelbriefen Sprüche, die folgende elf Stände betreffen:
- Prediger und Bischöfe,
- Obrigkeit,
- Ehemann,
- Ehefrau,
- Eltern,
- Kinder,
- Hausherrschaft,
- Dienerschaft,
- junge Leute,
- Witwen
- alle Christen insgesamt

Bald darauf wurde diese Reihung von einem Mitarbeiter Luthers noch ergänzt durch die „Zuhörer“ (das ist die Kirchengemeinde) und die „Untertanen“, zu denen entsprechende Sprüche zwischen den Predigern und der Obrigkeit bzw. zwischen der Obrigkeit und dem Ehemann eingefügt wurden.
Man erkennt in diesem Aufbau die lutherische Dreiständelehre wieder, die die gesamte Gesellschaft in die Bereiche Kirche, weltliche Herrschaft und Haus (ecclesia, politia, oeconomia) einteilte. Die nachträglichen Einfügungen von „Zuhörern“ und „Untertanen“ hoben das dreiständische Gliederungsprinzip noch stärker hervor. Die Stände der jungen Leute und der Verwitweten, die aus dem System der Über- und Unterordnungen etwas heraus fielen, wurden dem Bereich des Hauses zugerechnet.
In den von Luther herangezogenen Versen werden die untergeordneten Stände (Kirchengemeinde, Untertanen, Ehefrauen, Kinder, Gesinde) vor allen Dingen zum Gehorsam ermahnt, der in allen Angelegenheiten, die nicht direkt den Glauben betrafen, bedingungslos geleistet werden musste. Die übergeordneten Stände dagegen (Prediger, Obrigkeit, Ehemann, Eltern, Hausherrschaft) werden zur Fürsorge, Strenge, Gerechtigkeit und zu vorbildlichem Verhalten angehalten. Der letzte Stand ist der übergreifende Stand der gegenseitigen Liebe, der alle Christen miteinander verbinden soll.
Die ausgewählten Verse stammen vor allem aus zwei Stellen in den Briefen des Paulus an die Epheser und an die Kolosser (Epheser 5,22–6,5 und Kolosser 3,18–4,1), in denen in der Tradition der antiken griechischen Hauslehre von den verschiedenen Ständen des Hauses die Rede ist. Diese Passagen der Bibel wurden bald darauf nun selbst als Haustafeln bezeichnet (so noch heute in der Lutherbibel).
Bezeichnend für die Haustafel Luthers ist aber, dass er sie durch Bibelverse mit Anweisungen für die Prediger und für die Obrigkeit (später ergänzt durch die Gemeinde und die Untertanen) erweiterte und dass die Haustafel somit nicht nur das Haus, sondern die gesamte Gesellschaft umfasste.
Das der Haustafel zugrunde liegende dreigliedrige Gesellschaftsbild wurde zwar, da Luther keine eigene Schrift dazu verfasst hat und auch im Zusammenhang der Haustafel nicht ausdrücklich davon spricht, erst nach dem Tod Luthers (1546) von weiteren Kreisen seiner Anhängerschaft rezipiert, wurde dann aber für das konservative Luthertum bis zum Ende des 19. Jahrhunderts prägend. Luther und seine Anhänger waren davon überzeugt, dass die dreiständische Gliederung der Gesellschaft der göttlichen Schöpfungsordnung entsprach, obwohl in der Bibel selbst an keiner Stelle davon die Rede ist.

## Haustafelpredigten
Seit den 50er Jahren des 16. Jahrhunderts liegen auch gedruckte Predigten über die Haustafel vor, meist am Ende von Predigtzyklen über den Katechismus, auch wenn nicht alle Autoren von Katechismuspredigten die Haustafel berücksichtigten. In den Predigten über die Haustafel wird das Modell, das Luther durch die Zusammenstellung der Sprüche nur angedeutet hatte, genauer ausgeführt. (Anm. Selbstverständlich sahen weder Luther noch seine Nachfolger die Pflichtenlehre der Haustafel und die Drei-Stände-Ordnung als ein  „Modell“ an, sondern vielmehr als eine Art „ideale Realität“, die durch Gott schon in der Schöpfung erschaffen worden, die aber durch den Menschen unter Einfluss des Teufels in vielen Punkten korrumpiert war.)
Gegenüber Luthers Vorlage wurde dabei in den Predigten zum geistlichen Stand – ganz im Sinne der lutherischen Orthodoxie – nicht nur die Pflicht zu einem vorbildhaften Lebenswandel der Pastoren, sondern auch die Pflicht zur rechten Lehre hervorgehoben. Die Predigten zur Obrigkeit richteten sich nun in der Art der Fürstenspiegel direkt an die Landesherren, während Luther mit seinem Paulusspruch nur dazu aufgerufen hatte, die Obrigkeit zu achten. Einige Verfasser von Haustafelpredigten fügten zusätzliche Stände, wie Lehrer und Schüler ein oder ergänzten den Stand der jungen Leute durch den Stand der Alten. Sehr unterschiedlich fielen auch die Predigten über den letzten Stand, den der christlichen Liebe, aus, dem ja keine begrenzte soziale Gruppierung entsprach.
Die Prediger illustrierten die Pflichten und die Verstöße gegen sie mit einer Vielzahl von „ Exempeln“, die der Bibel, vor allem dem Alten Testament, aber auch den antiken Historien und zum Teil auch der zeitgenössischen Geschichte entnommen wurden. Das Publikum wurde so auch mit religiösem Bildungsgut vertraut gemacht.
Trotz einzelner Variationen blieben das Schema der Haustafel und die Auslegungen in den Predigten durch das ganze 16. und 17. Jahrhundert hindurch im Wesentlichen konstant, und wenn auch das lutherische Dreiständemodell, das der Haustafelliste zugrunde liegt, mit seiner Nebeneinanderordnung der im Mittelalter noch hierarchisch angeordneten drei Stände, denen bei Luther zudem alle Menschen zugleich angehören, eigenartig modern anmutet (denn es ist eigentlich eine Ordnung nach Funktionsbereichen, während die umgebende Gesellschaft noch ganz und gar stratifikatorisch geordnet ist), so sind doch gerade die Haustafelpredigten der charakteristischste Ausdruck des klassischen lutherischen Konservatismus, der die deutsche Gesellschaftsgeschichte bis ins 20. Jahrhundert hinein prägte.